# Het luchtkasteel
Het luchtkasteel is het 226ste stripverhaal van Jommeke. De reeks wordt getekend door striptekenaar Jef Nys.

## Personages
In dit verhaal spelen de volgende personages mee:
- Jommeke, Flip, Filiberke, Annemieke, Rozemieke, Professor Gobelijn, Kwak en Boemel.

## Verhaal
Jommeke en Filiberke vinden een groot pak waarvan ze vermoeden dat het een ballon is. Professor Gobelijn zorgt ervoor dat het pak tot bij hem thuis geraakt. Daar wordt het opgeblazen en wat blijkt: het is een springkasteel. Ze maken er meteen gebruik van en beleven er het nodige plezier aan. Kwak en Boemel komen even roet in het eten gooien door de lucht uit het kasteel te laten ontsnappen. Het springkasteel wordt opnieuw opgeblazen, maar nu met ballongas. Nu beschikken ze over een vliegend springkasteel of anders gezegd een luchtkasteel. Jommeke, Flip en Filiberke vliegen ermee naar Engeland. Intussen is de eigenaar, 'Party-Rent', ijverig op zoek naar zijn kwijtgespeeld springkasteel. Een achtervolging is het gevolg. Na wat avontuurlijke momenten maakt het springkasteel een landing op de speelplaats van een Engelse kostschool. Jommeke en Filiberke worden er gestraft en moeten naar de schoolbanken. Lang blijven ze daar niet. Helaas worden ze na hun ontsnapping al snel door de politie opgepakt. Ook de eigenaar van het springkasteel heeft zich moeilijkheden op de hals gehaald. Het resultaat is dat ze met z'n allen in de cel belanden. Met een list ontsnappen ze ook hier weer vrij vlug en kunnen het springkasteel weer bemachtigen en terug richting België vliegen.
De Miekes komen hen daar tot slot uitnodigen voor hun verjaardagsfeestje waarop als speciale attractie een springkasteel zal staan.

## Achtergronden bij het verhaal
- In dit album zien we de voormalige Belgische eerste minister, Guy Verhofstadt, op de schoolbanken van een Engelse kostschool.